# Sala de Arte Público Siqueiros

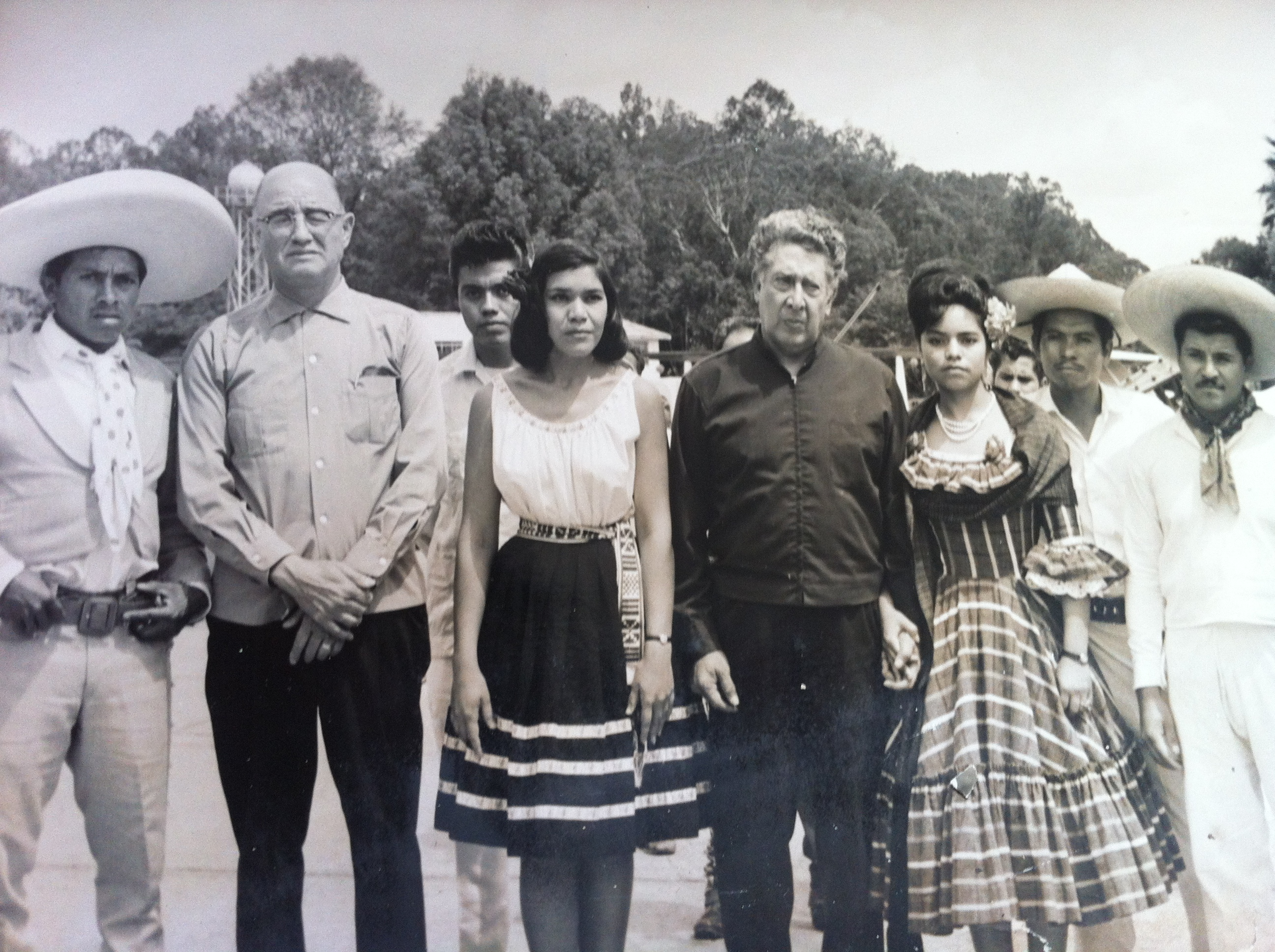
Manuel Suárez y Suárez y David Alfaro Siqueiros

La Sala de Arte Público Siqueiros es un museo localizado en Polanco, en la Ciudad de México. La sala tiene como objetivo preservar y difundir la obra del pintor David Alfaro Siqueiros, y presentar arte contemporáneo de diferentes disciplinas.

## Historia
El inmueble fue durante mucho tiempo la casa del pintor, hasta que decidió convertirla en un museo y el 29 de enero de 1969 fue la inauguración oficial; durante esta época Siqueiros seguía siendo el propietario. Antes de su muerte (acaecida el 6 de enero de 1974) decide formalmente que la casa y su acervo perteneciera al patrimonio del pueblo de México. En la actualidad el museo pertenece al Instituto Nacional de Bellas Artes.
Para Siqueiros, la idea de hacer un museo era muy rígida, por lo que nombró a este espacio como Sala de Arte Público para enfatizar la noción de pública, social y su compromiso político con la comunidad. Su visión pedagógica y colaborativa continúa como eje central en las exposiciones, mediación, talleres y programas que atienden la diversidad de públicos en función del fomento artístico, el pensamiento crítico y los derechos culturales.

## Colección
Su colección está integrada por pinturas, dibujos, obra gráfica, maquetas, bocetos de murales en su mayoría realizados por el artista; además de libros, fotografías, documentos y obras de otros artistas.
Cuenta con un acervo documental de cerca de 50 mil archivos clasificados como conferencias, artículos periodísticos, correspondencia, entre otros en donde se revela información de la vida personal, política y artística de Siqueiros. También se resguarda un acervo fotográfico de más de 10 mil fotografías que preservan memorias de su vida como su trayectoria como muralista y militancia política. Además, este recinto conserva cerca de 3 mil libros de la colección privada de consulta del artista y material relacionado sobre su vida y obra.
Dentro de la sala existen dos murales inconclusos en los que Siqueiros trabajaba, y que estaban destinados a una escuela en el Estado de México.

## Arquitectura
En 1974, Angélica Arenal, viuda del artista, asumió la dirección del recinto y realizó algunas modificaciones. Se cubrió el jardín trasero para transformarlo en un auditorio de usos múltiples con aditamentos especiales para realizar proyecciones de cine. En 1988, la SAPS cerró sus puertas para la construcción del segundo piso.
La estructura del edificio está orientada hacia una nueva percepción de funcionalidad ya que cuenta con un área de acceso de 75 metros cuadrados que permite una distribución flexible de los espacios. Las personas que se encuentran al exterior pueden conectar visualmente con los murales que se encuentran al interior, lo que genera un juego entre lo público y lo privado. Además, se diseñó mobiliario y libreros móviles que facilitan cambiar continuamente la configuración del lugar.